# 金鑚神社

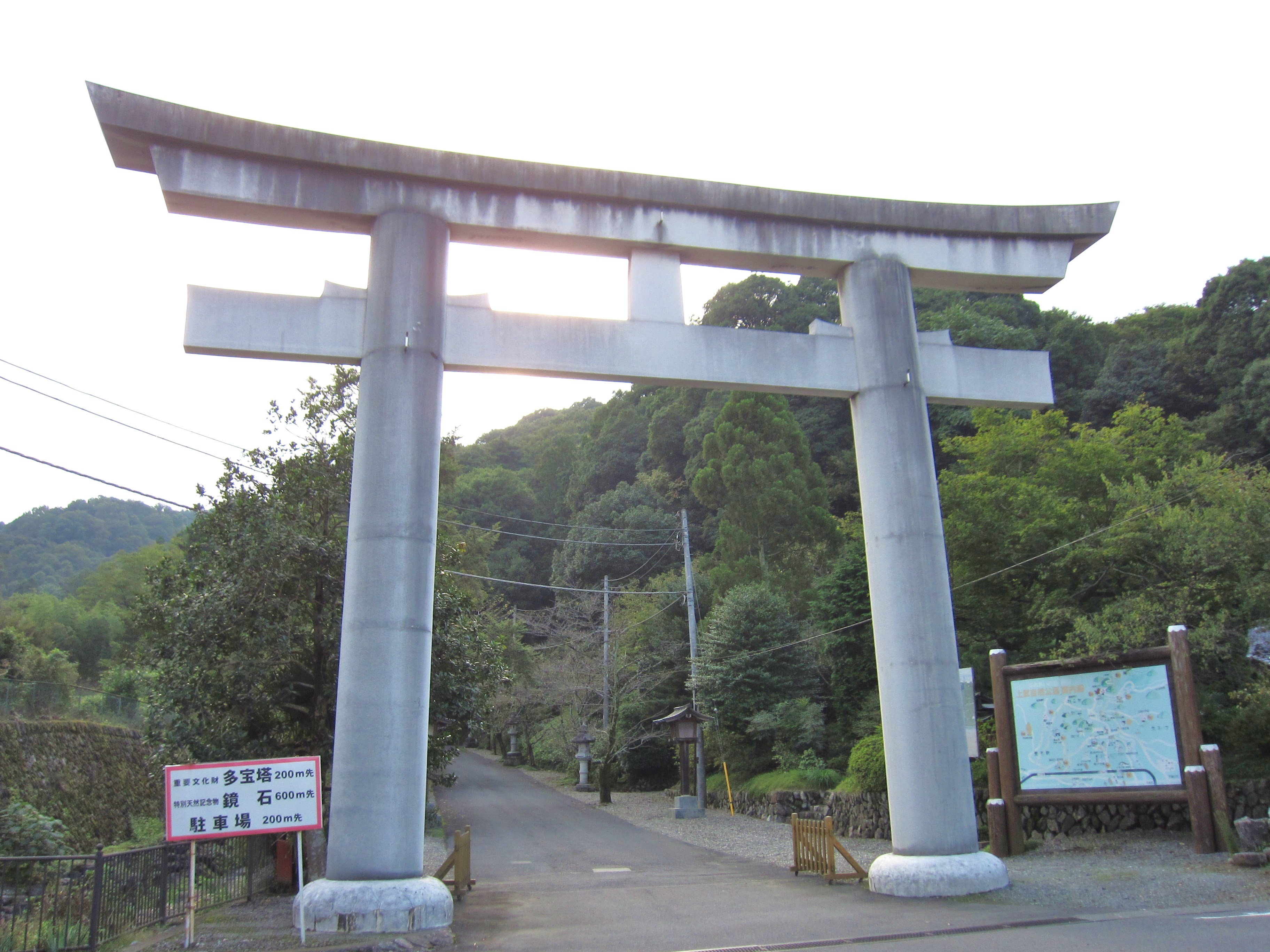
鳥居

金鑚神社（かなさなじんじゃ、金鑽神社）は、埼玉県児玉郡神川町字二ノ宮にある神社。式内社（名神大社）、武蔵国五宮（一説に二宮）。旧社格は官幣中社で、現在は神社本庁の別表神社。

## 概要
関東平野西縁、埼玉県北西部に立つ御獄山（標高343.4メートル）山麓に鎮座し、社殿後背の御室山（御室ヶ獄）を神体山として祀る。山を神体山とするため、社殿には本殿は設けないという古代祭祀の面影を残すことで知られる。また、「武州六大明神（武蔵六所大明神）」の一社にも数えられる神社である。
境内では、参道脇に建つ多宝塔が国の重要文化財に指定されている。また、御獄山の中腹にある「鏡岩」は国の特別天然記念物に指定されている。

## 社名
社名「金鑚（かなさな）」は、砂鉄を意味する「金砂（かなすな）」が語源であると考えられている。神流川周辺では刀などの原料となる良好な砂鉄が得られたと考えられており、御嶽山からは鉄が産出したという伝承もある。文献では当社について「金佐奈」と見えるが、「かなすな」がこの「かなさな」に転訛したとされ、表記は「金鑽（貝の上の字が先）」のち「金鑚（貝の上の字が夫）」と変遷して、近代以降は「かなさら」とも読むようになったとされる。
上とは別に、砂鉄の採集地である「鉄穴（かんな）」を意味するとする説もある。

## 祭神
祭神は次の3柱。
主祭神
- 天照大神（あまてらすおおかみ）
- 素戔嗚尊（すさのおのみこと）

配祀神
- 日本武尊 （やまとたけるのみこと） - 第12代景行天皇の皇子。

祭神について、『神道集』では「金鑽大明神」と記して本地仏を弥勒菩薩とする。また『風土記稿』では、祭神を金山彦神として素戔嗚尊の別名とする別説を挙げる。

## 歴史

### 創建
社伝（『金鑚神社鎮座之由来記』）では、日本武尊が東征の際に伊勢神宮にて叔母の倭姫命から授けられた草薙剣と火鑽金（火打金）のうち、火鑽金を御室山に御霊代として納め、天照大神と素戔嗚尊を祀ったのが創建という。また、元々の社殿は現社地の南約400メートルの地にある元森神社であるといい、古くはここから御室山が遥拝されたと考えられてる。
社名「かなさな」の語源は「金砂」にあると考えられているように（「社名」節参照）、採鉱・製鉄集団によって祀られたのが当社の実際の創祀と見られている。

### 概史
社伝によれば、延暦20年（801年）に坂上田村麻呂が東北への遠征前に当社に戦勝祈願に参詣したという。
国史の初見は貞観4年（862年）で、正六位上の神階にある「金佐奈神」が官社に列したといい、神階は同年に従五位下に昇った。延長5年（927年）成立の『延喜式』神名帳では、武蔵国児玉郡に「金佐奈神社 名神大」と記載され、名神大社に列している。
『神道集』（南北朝時代）では当社を「五宮金鑽大明神」として「武蔵六所大明神（武州六大明神）」の一社に挙げるほか、本地仏を弥勒菩薩とする。また『風土記稿』によると、永禄12年（1569年）銘の鰐口にはやはり五宮と刻銘があるという。以上の史料から当社は武蔵国において五宮に列したと考えられており、武蔵国総社の大國魂神社でも五宮として当社の分霊が祀られている。一方で江戸時代の『武乾記』（安永元年（1772年））では当社は二宮と記され、地名や神社公称も二宮としているが、当社を二宮とする中世史料はなく明らかでない。
神流川扇状地には九郷用水が開削され、その要所には当社の分社が祀られているが（「金鑽神社」参照）、これらの所在地は武蔵七党の1つ・児玉党の勢力範囲と一致するといわれ、同党からの当社崇敬の様子が見える。中世には同じく武蔵七党の1つである丹党の安保氏（阿保氏）から崇敬を受け、天文3年（1534年）には阿保全隆から多宝塔（重要文化財）が寄進された。また、中世から近世の社務は別当寺の大光普照寺（金鑚寺）が担ったとされるほか、戦国時代には鉢形城主・北条氏邦や御嶽城主・長井政実から保護されたという。
江戸時代には、江戸幕府から朱印30石が寄進された。
明治に入り、明治6年（1873年）に近代社格制度において郷社兼県社に列し、明治18年（1885年）に官幣中社に昇格した。戦後は神社本庁の別表神社に列している。

### 神階
六国史における神階奉叙の記録。表記はいずれも「金佐奈神」。
- 貞観4年（862年）6月4日、正六位上、官社に列す（『日本三代実録』）
- 貞観4年（862年）8月6日、正六位上から従五位下（『日本三代実録』）

## 境内

### 社殿

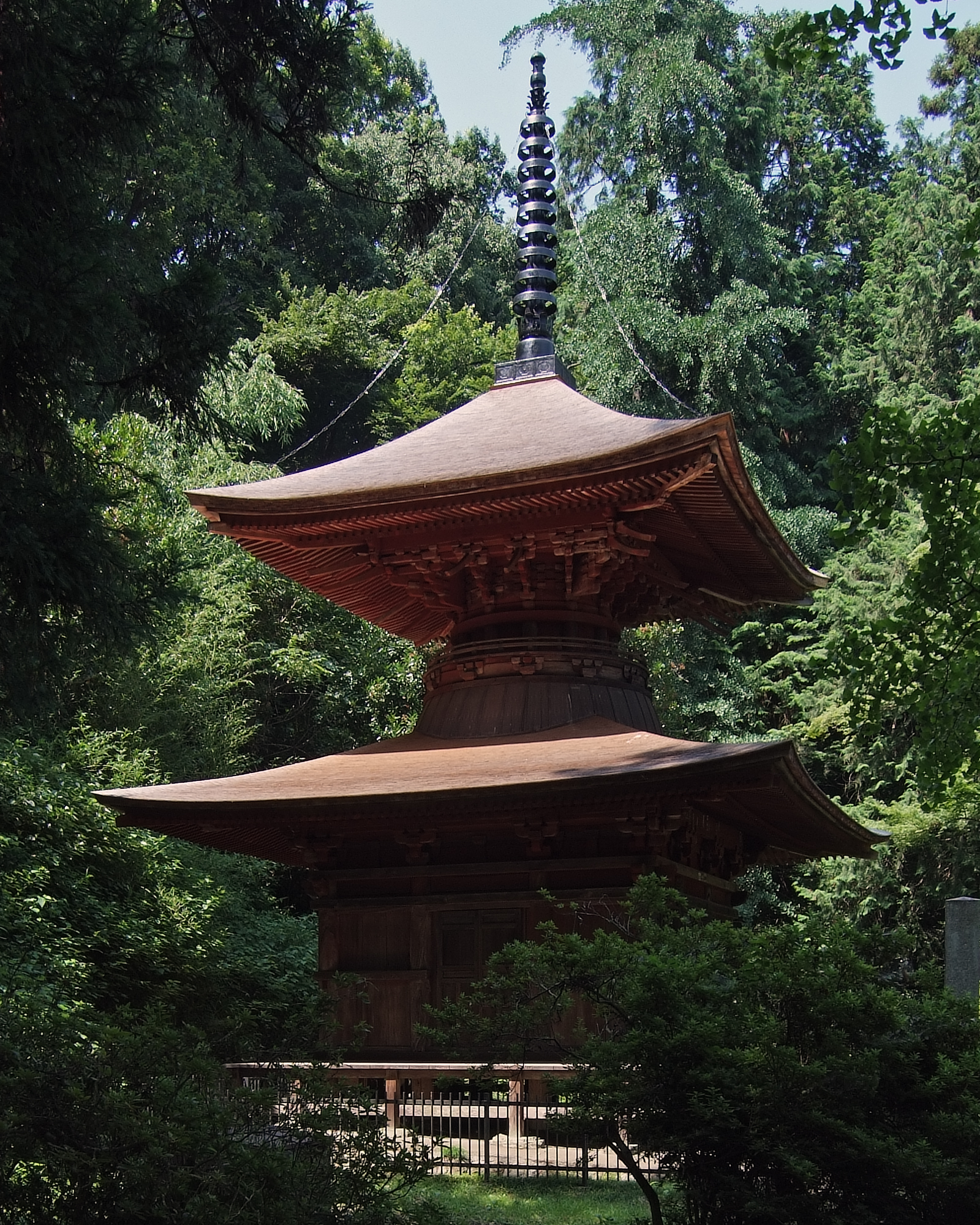
多宝塔（重要文化財）

境内の主要社殿は拝殿・中門からなり中門の背後には一般の神社に見られる本殿がなく、神体山とする御室山（御室ヶ獄）を直接拝するという形式を採っている。旧官幣社・国幣社でこのように本殿を設けない古例を採るのは、他に長野県の諏訪大社・奈良県の大神神社のみである。
境内入口付近に建つ多宝塔は、室町時代後期の天文3年（1534年）の建立。方三間の杮葺、初層方形、上層円形平面の二重塔婆である。塔本体の高さは13.8メートルで、相輪の高さは4メートルになる。心柱の墨書には「天文三甲午八月晦日、大檀那阿保弾正全隆」として、天文3年に阿保全隆から寄進された旨が記されている。建立時期が明確であり、当地付近を拠点とした阿保氏（安保氏）との関連を示す遺構になる。この多宝塔は国の重要文化財に指定されている。

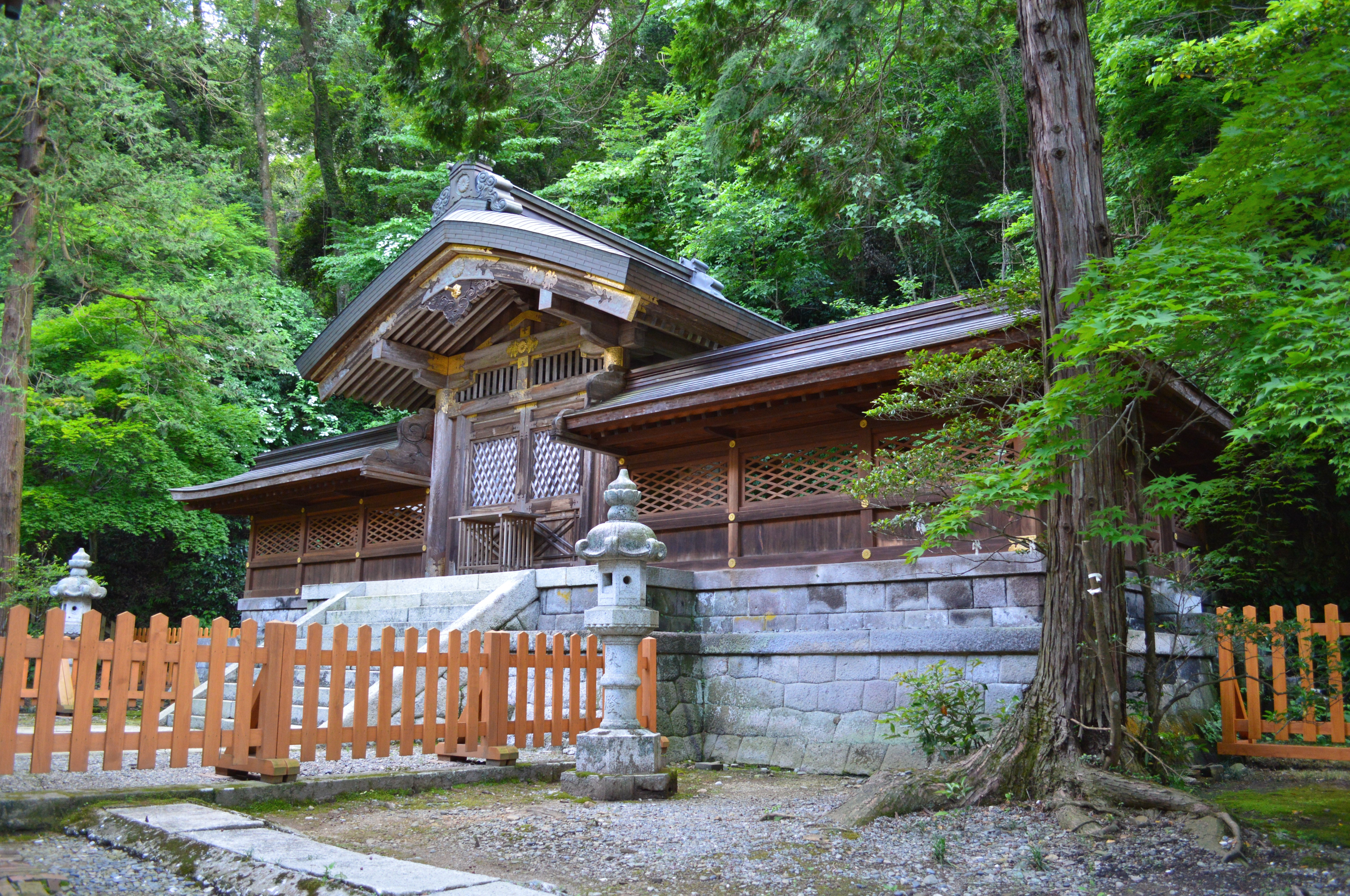
中門
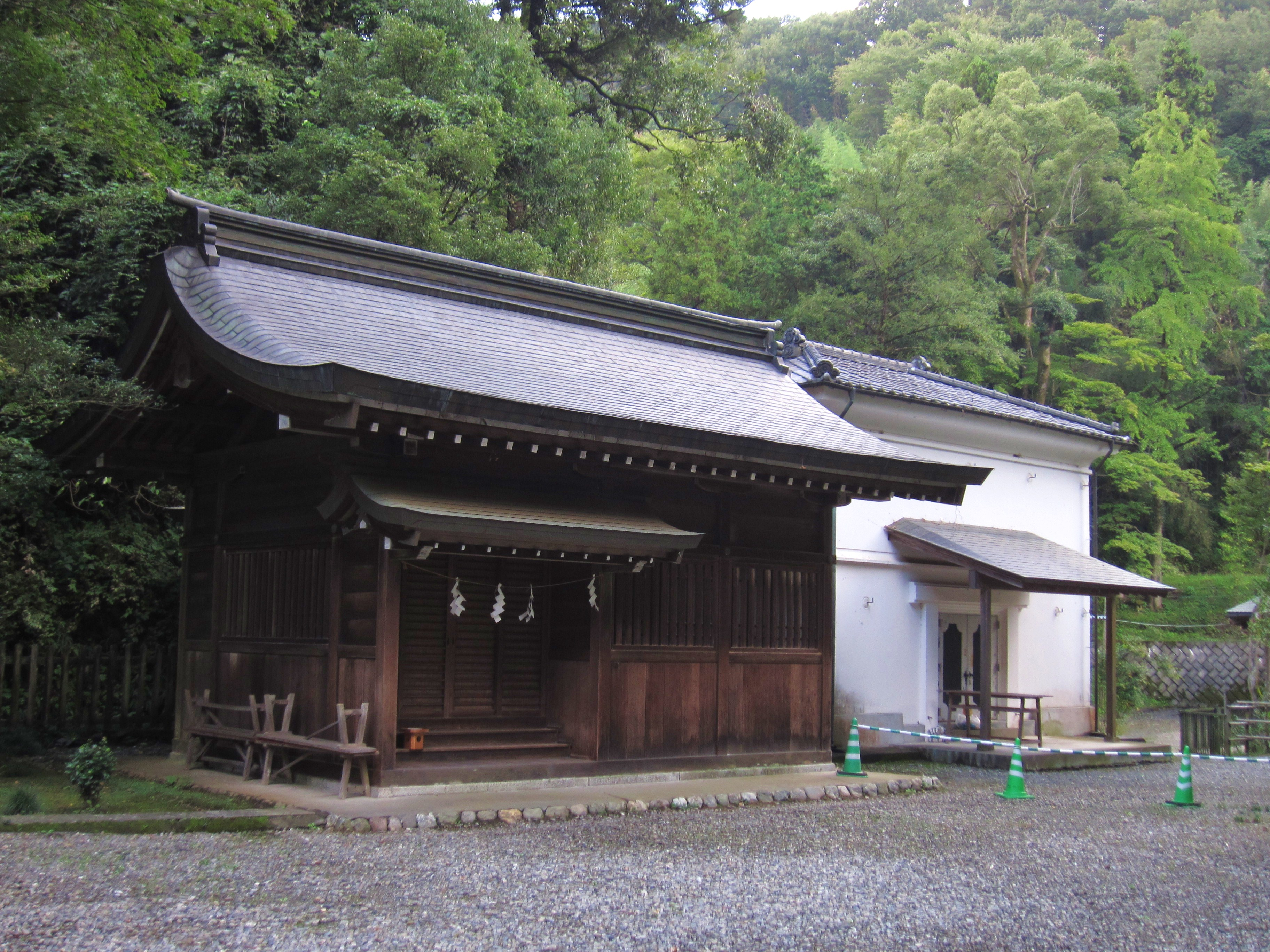
神饌所と倉
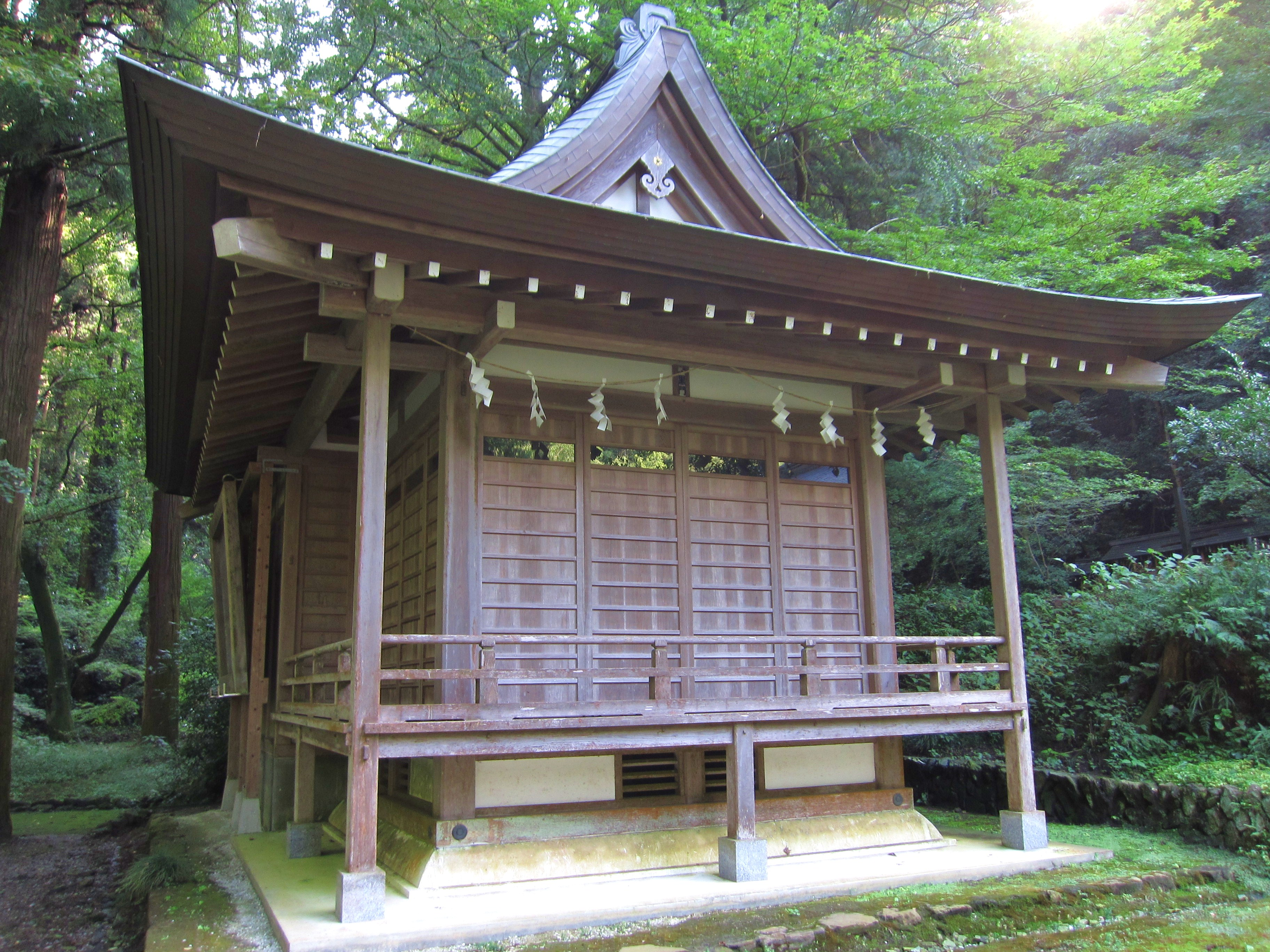
神楽殿

### 御嶽の鏡岩

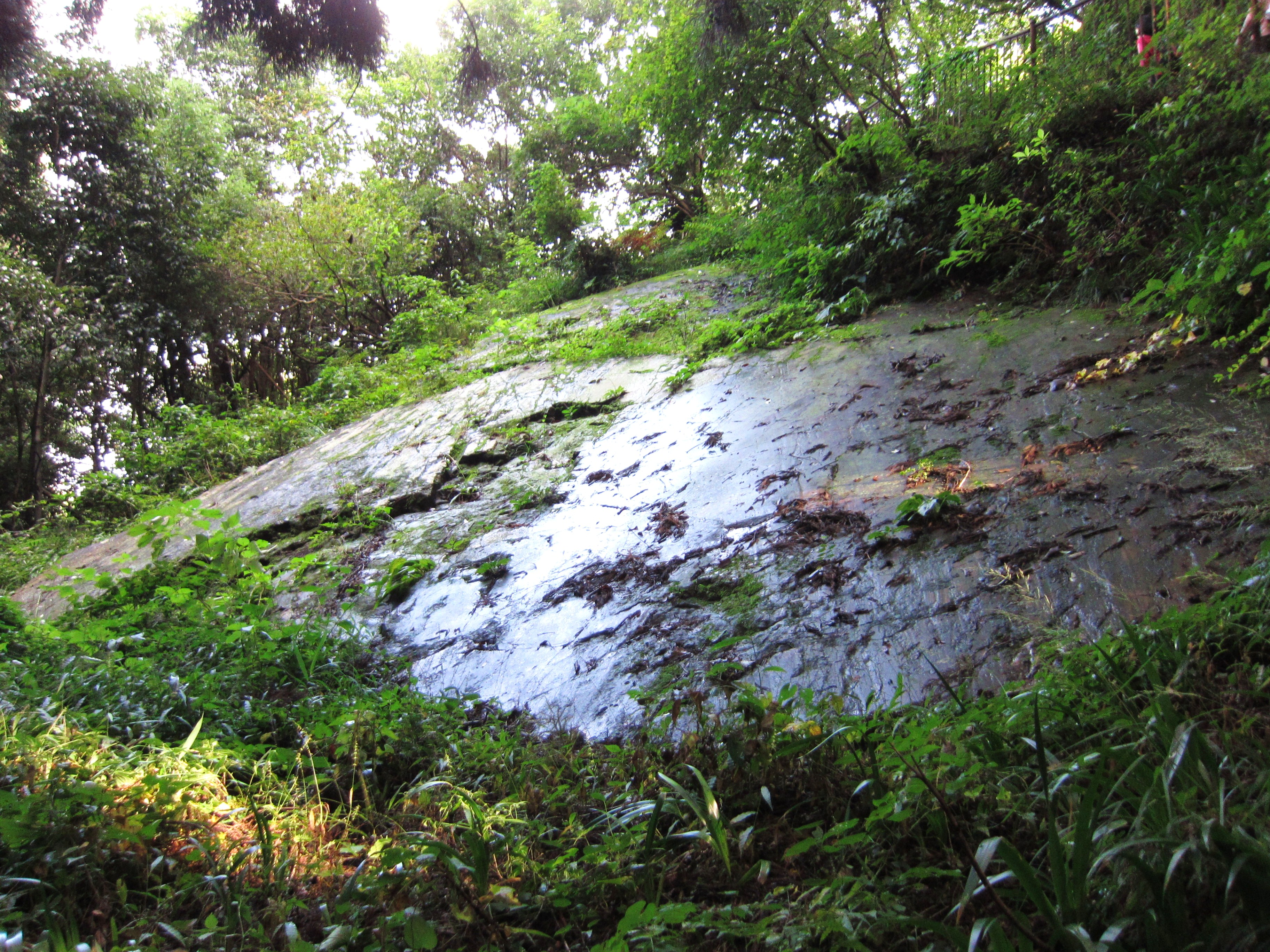
御嶽（御岳）の鏡岩
（国の特別天然記念物）

御嶽の鏡岩（御岳の鏡岩、みたけのかがみいわ）は、御嶽山の中腹にある岩（北緯36度10分44.8秒 東経139度4分13.7秒 / 北緯36.179111度 東経139.070472度）。「鏡岩（かがみいわ）」の名は、岩肌表面が鏡のように平らであることにちなむ。岩質は赤鉄石英片岩で、岩面の長さは約4メートル、幅は約9メートル。北向きで約30度傾斜している。
この鏡岩は、約1億年前に八王子構造線（関東平野と関東山地の境）が形成された際に、断層活動によって生じたすべり面であるとされる。岩面は赤褐色であるが強い摩擦で磨かれて光沢を帯びており、表面には岩のずれた方向に生じるさく痕が見られる。岩面の大きさ・断層の方向がわかることから地質学的に貴重とされ、国の特別天然記念物に指定されている。
鏡岩に関する伝承では、中世に城の防備において岩が敵の目標となるのを避けるため松明でいぶし赤褐色にしたとも、高崎城落城の時には火災の炎が映ったともいう。また、江戸時代の『遊歴雑記』には鏡岩に向えば鏡のように顔の皺まで映るという記述があるほか、『甲子夜話』にも同様の記述が見える。

### 御嶽城
御嶽城（みたけじょう）は、かつて御嶽山にあった山城。この城は南北朝時代に長井実永が築城し、文明12年（1480年）に安保吉兼が再築城したという。以後は阿保氏（安保氏）が居城としたが、戦国時代に関東管領・上杉憲政に属したために北条氏康に攻められ落城した。それからは長井氏が居城としたとされるが、その後の経緯は明らかでない。現在、御嶽山にはその遺構が残っている。

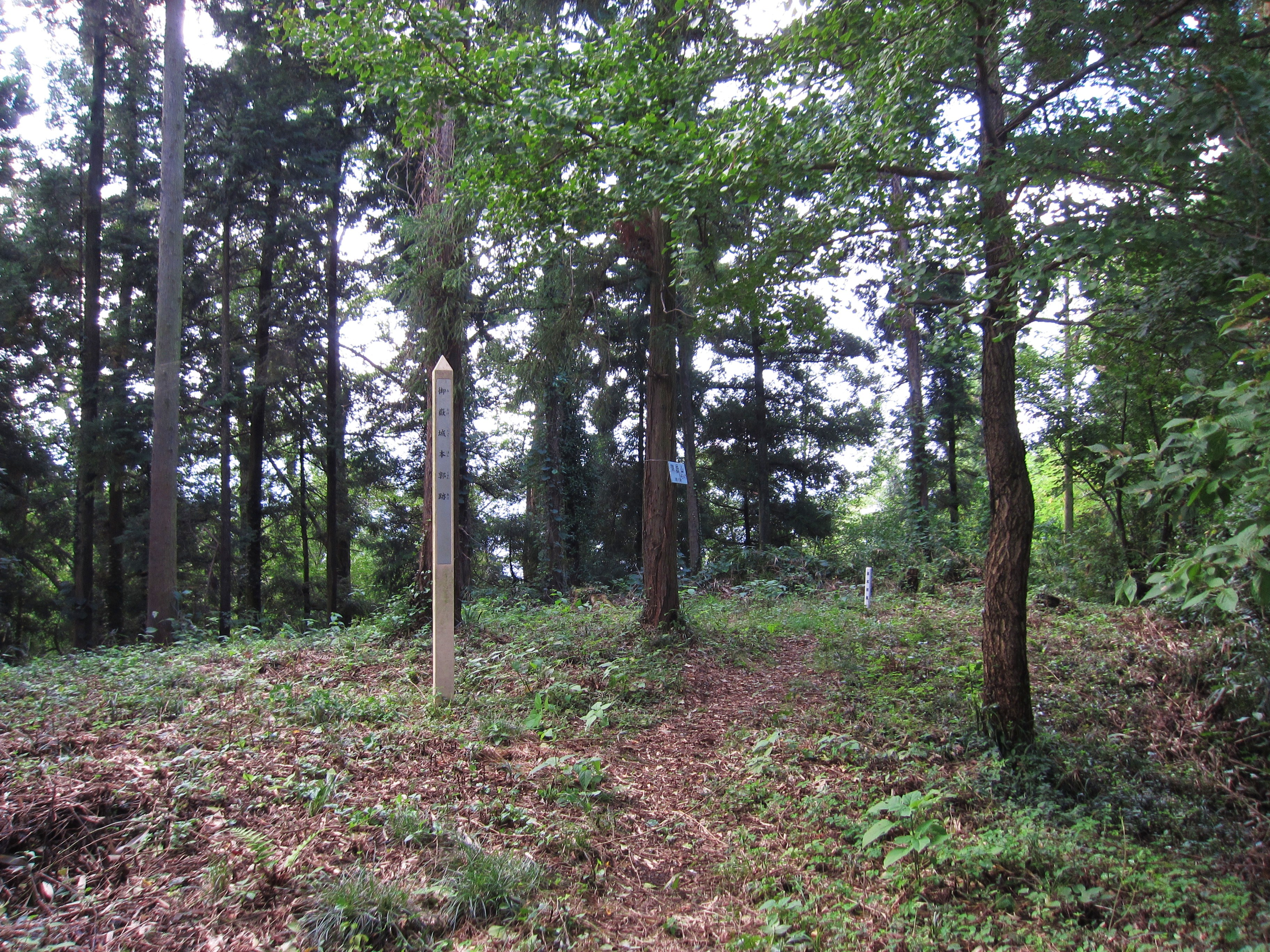
御嶽城跡（本丸）
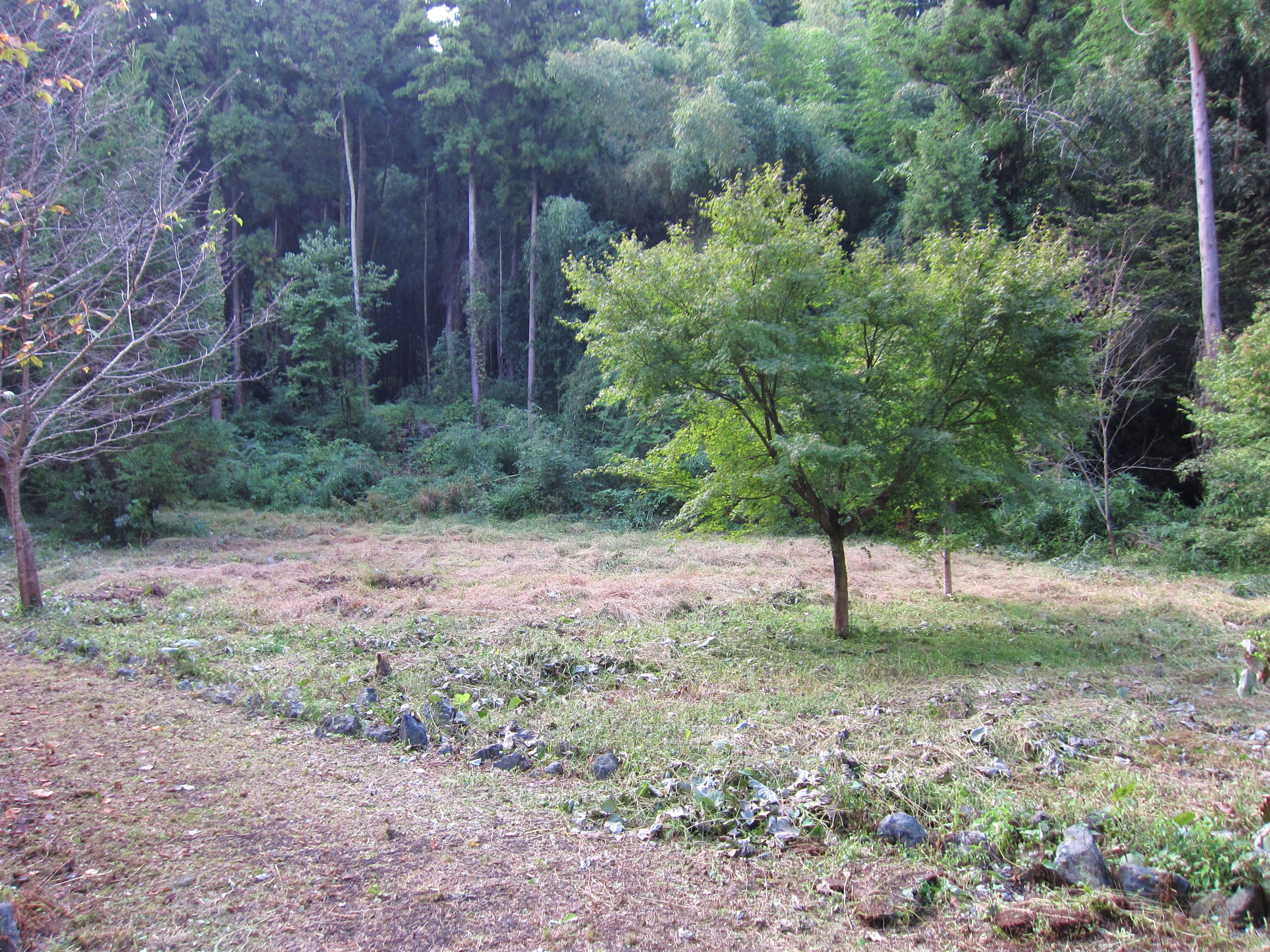
法楽寺跡

## 摂末社
境内社
- 奥宮
御嶽山の一峰の岩山山頂に鎮座し、付近には護摩壇の跡が残る。また、周辺には江戸時代に巡礼された百体の石仏群が残っている。
- 境内末社 - 境内西側に多数鎮座。

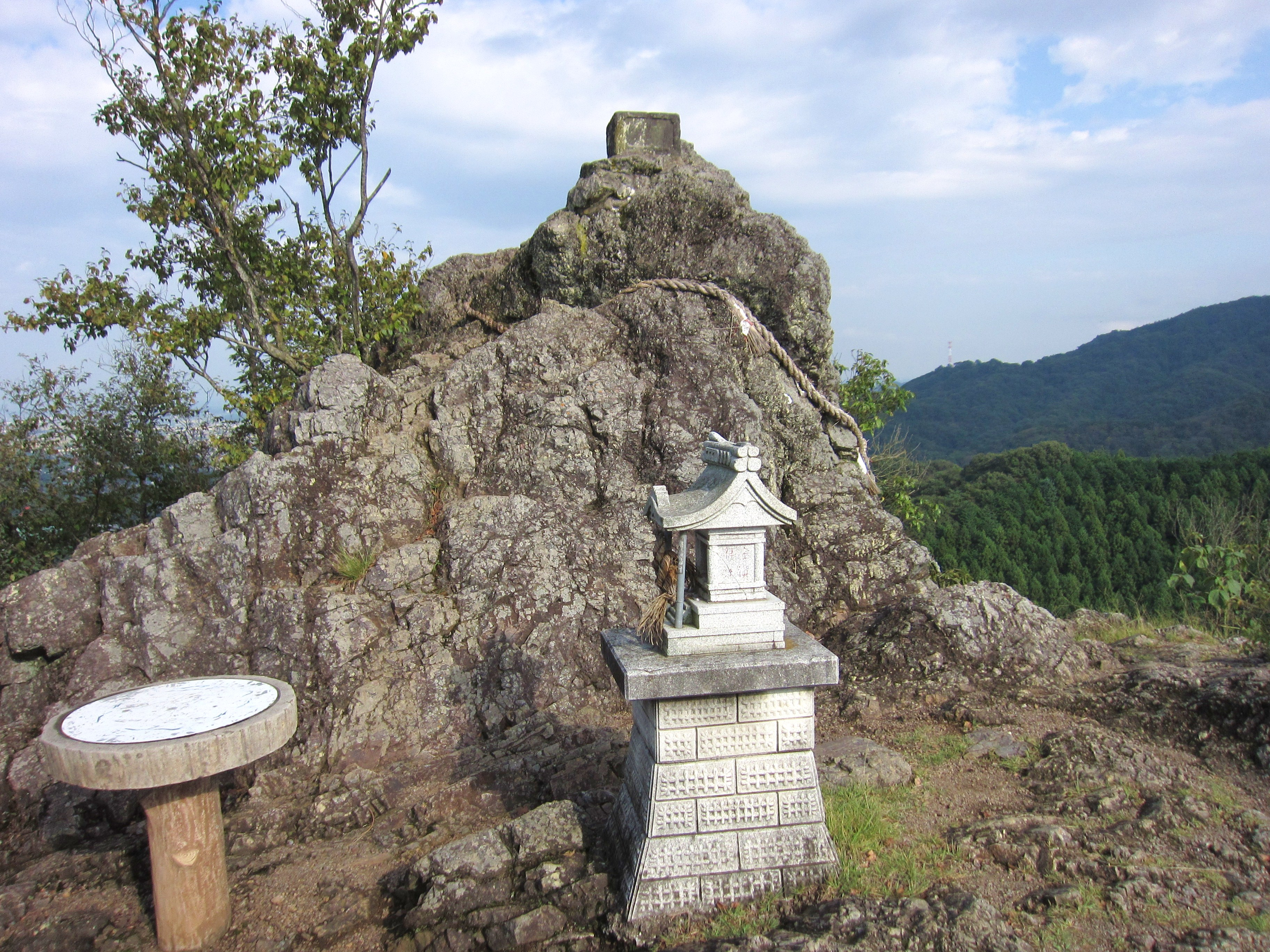
岩山山頂 奥宮（手前）と護摩壇跡（頂上）。
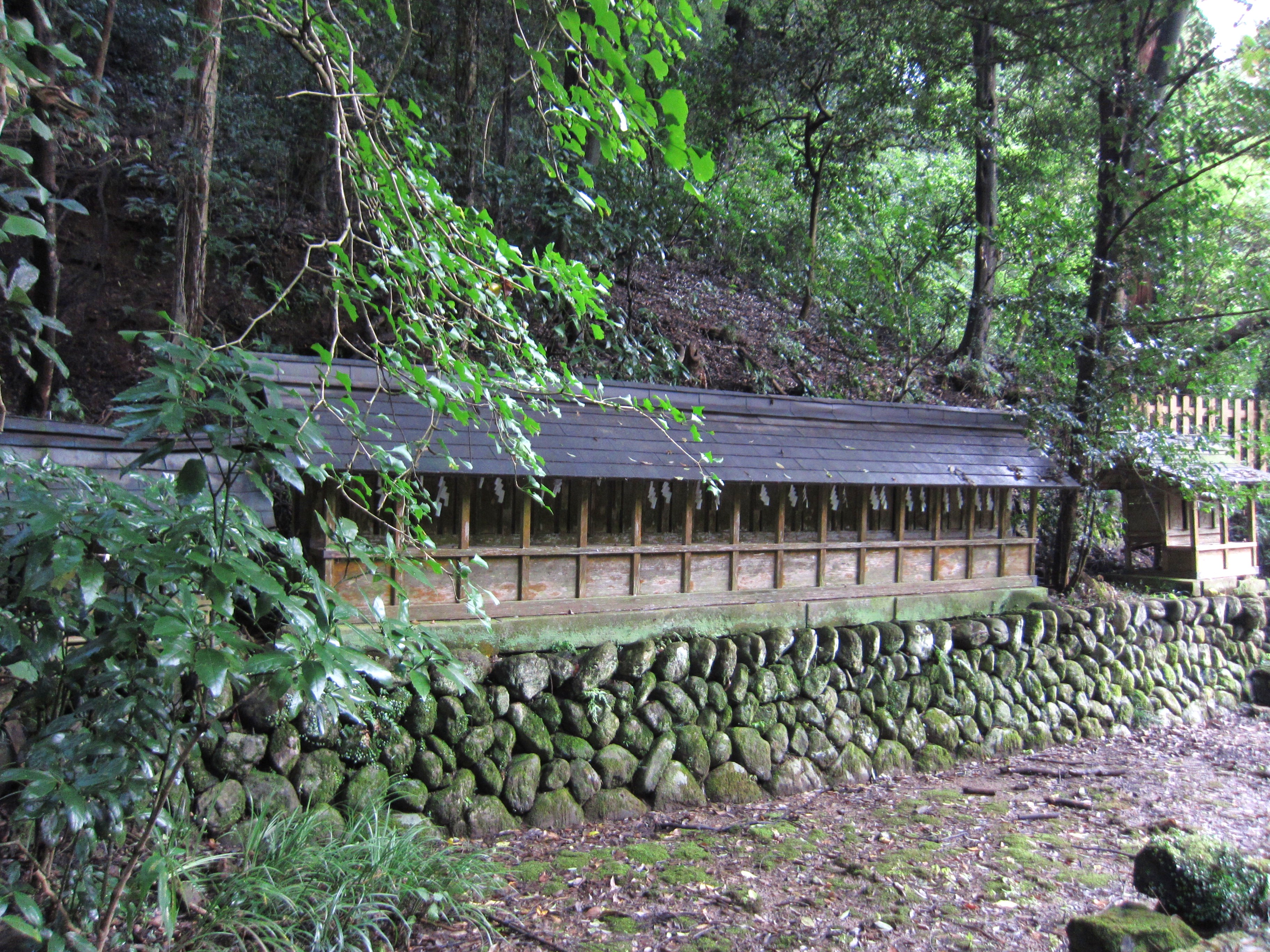
境内の末社

境外社
- 元森神社

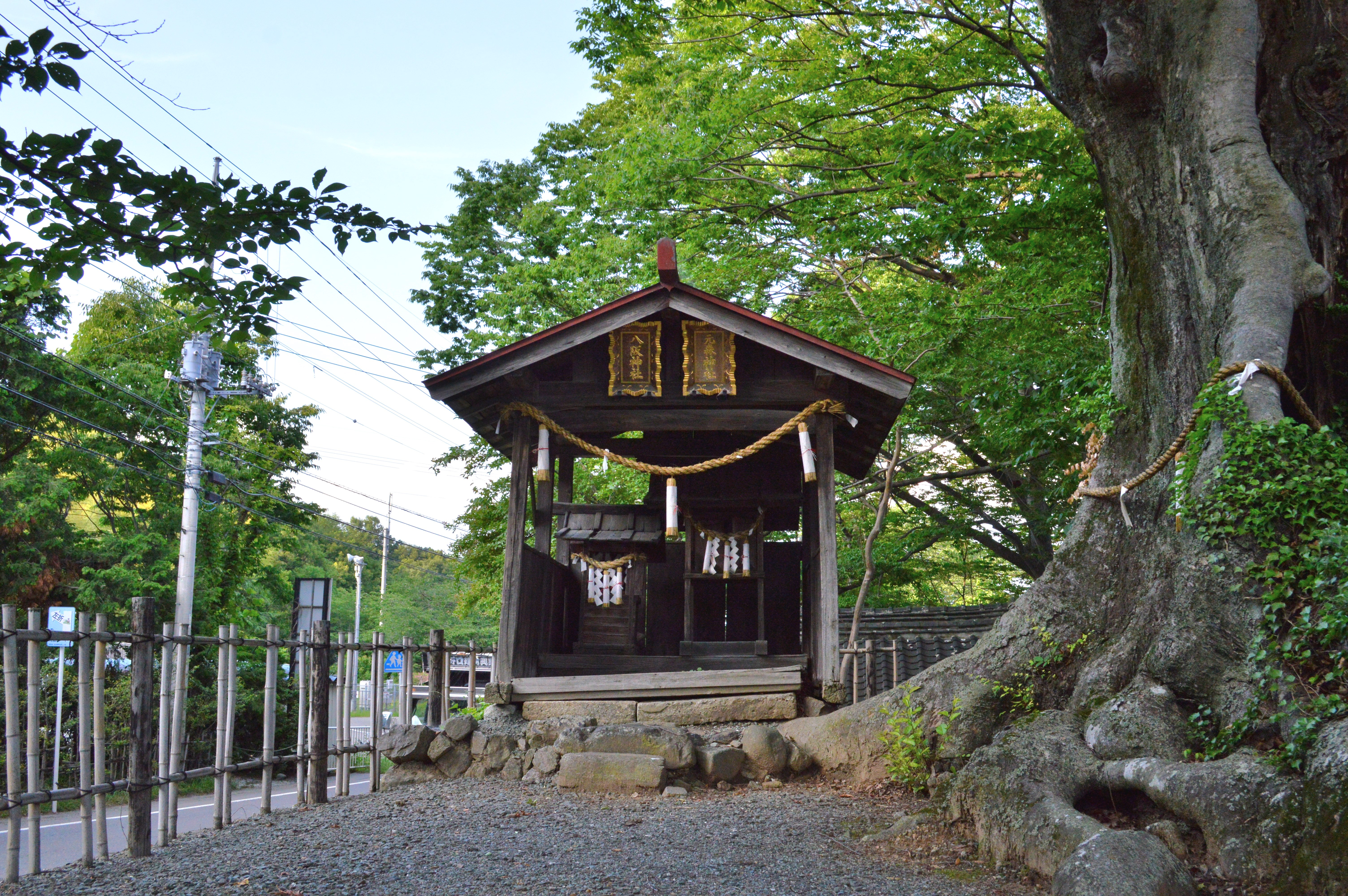
元森神社（神川町二ノ宮）

  - 鎮座地：神川町二ノ宮（北緯36度11分4.45秒 東経139度4分39.07秒 / 北緯36.1845694度 東経139.0775194度）
  - 例祭：10月19日

本社の北東約400メートルの地、国道沿いに八坂神社と並んで鎮座する。当地からは御室山がよく仰がれ、元々は本社の旧鎮座地であって当地から御室山を遥拝したと考えられている[7]。現在も元森神社の例祭では御室山をほめる「山ほめ神事」が行われる[7]。

## 祭事
金鑚神社で年間に行われる主な祭事は次の通り。
- 福迎祭（1月3日）
- 筒粥神事（1月15日）
- 例祭（4月15日）
- 水口祭（5月辰日）
- 元森神社例祭（秋尽祭）（10月19日）
旧社地と伝える元森神社から御室山をほめる「山ぼめの神事」で、「カナサナのお山はよいお山、アラ美しい山、アラ木の生い茂る山」と3回唱え、柏手を打って遥拝を行う[7]。
- 火金鑚祭（11月23日） - 懸税神事を行う。

以上のほか、大國魂神社の例大祭（くらやみ祭）には当社も参加している。

## 文化財

### 重要文化財（国指定）
- 多宝塔 - 室町時代後期、天文3年（1534年）の造営。三間多宝塔、こけら葺。明治45年（1912年）2月8日指定[12][9]。

### 特別天然記念物（国指定）
- 御岳の鏡岩 - 昭和15年8月30日に国の天然記念物に指定、昭和31年7月19日に国の特別天然記念物に指定[13]。

## 考証
金鑚神社に関しては、『魏志倭人伝』に記述される2・3世紀頃の倭人のクニの1つ「華奴蘇奴（かぬそぬ）国」の中心地とする説（山田説）がある。この説の背景として、神川町の属す児玉郡には埼玉県内でも最古級の古墳が残っている。

## 現地情報
所在地
- 埼玉県児玉郡神川町字二ノ宮750

交通アクセス
- 本庄駅（JR東日本高崎線）または丹荘駅（JR東日本八高線）から、朝日バスで「新宿」バス停下車
下車後、「新宿」交差点から国道462号を東へ徒歩約20分。

周辺
- 大光普照寺 - 通称「金鑚元三大師」。旧別当寺。